# Vinh stadion
Het Vinh stadion is een multifunctioneel stadion gelegen in Vinh, Vietnam. Het is ook de thuisbasis van de voetbalclub Sông Lam Nghệ An. Het stadion biedt plaats aan 12.000 toeschouwers.